# Semi-hydroponic för odling av orkidéer
Semi-hydroponisk odling eller halv-hydrokultur, är en metod att odla växter i inert odlingsmedium i stället för i jord. Mediet förser rötter med vatten och näring med hjälp av kapillärkraft. Den luckra strukturen i mediet med mycket luft tillfredsställer rötternas syrebehov.
Semi-hydroponisk odling har populariserats och namngivits av Ray Barkalow. På grund av sin enkelhet, effektivitet och låga kostnader för utrustning används den mer och mer.
Också konventionella orkidémedier "hydroponiska" i sin natur. Mediet är primärt till för att ge mekaniskt stöd, det tillför praktiskt taget ingen näring. Gödning tillförs istället med näringslösning.

## Behållare

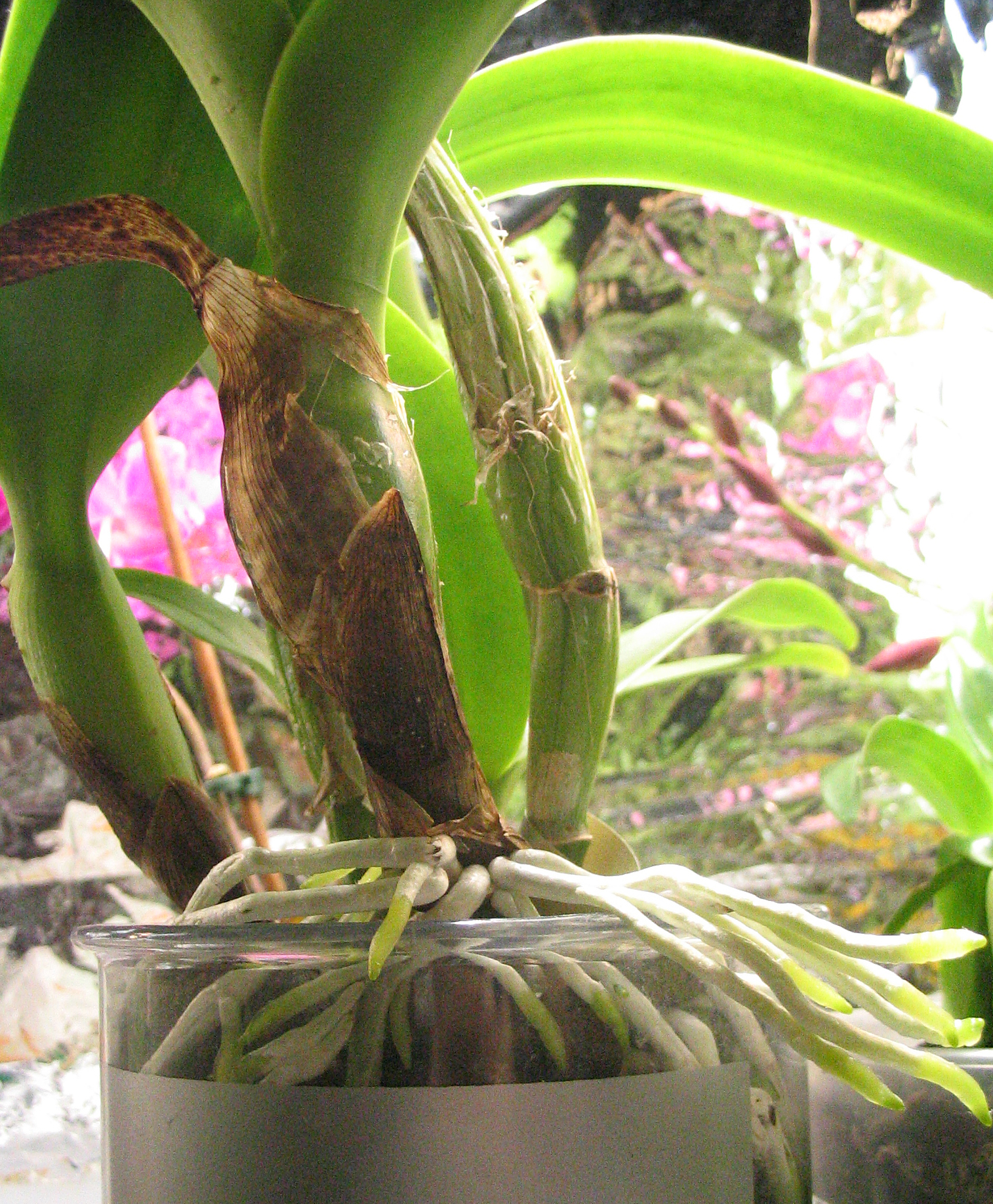
Cattleya, flyttad sex veckor tidigare till semi-hydrokultur odling, med välutveclade ytrötter i lecasubstrat.

Orkidéerna planteras i valfri behållare (dock ej glas) utan bottenhål men med 2 eller fler sidohål 3–5 cm upp på kärlet. Krukan kan vara genomskinlig för att man ska kunna se vattennivån. När man vattnar, bildas en vattenreservoar i botten. Från reservoaren transporteras näringslösningen kontinuerligt till rötterna.

## Odlingsmedium
Populära odlingsmedier är lecakulor, grus, träkolsbitar, mineralull eller liknande material, samt kombinationer av dessa, såsom leca och träkol.

## Vattning
Krukan vattnas rikligt, när reservoaren är nästan tom.

## Gödning
Gödning tillsättes i vatten vid varje vattning. En gång i månaden spolas krukan ordentligt med rent, ljummet vatten för att motverka utfällningar av skadliga salter som anhopas i substratet och kring rötter.

## Att flytta orkidéer från konventionell odling till semi-hydrokultur
Medlet sköljes och blöttlägges över natten. Plantan genomvattnas och avlägsnas från krukan. All gammal kompost tas bort försiktigt. Ruttna och för långa rötter trimmas bort. Rotpaketet sköljes i rent, ljummet vatten. Lite medium lägges i botten av en ny kruka.  Orkidén placeras i behållaren, varefter mediet genomspolas med ljummet vatten. Dämpat ljus och ingen näring första månaden.

## Orkidéer som trivs i semi-hydrokultur
Nästan alla populära orkidéer trivs i vattenkultur: Paphiopedilum, Phragmipedium, Masdevallia, Phalaenopsis, Cattleya, Cymbidium, Oncidium, Dendrobium, Epidendrum, Miltoniopsis, Pleurothallidinae och Zygopetalum. Undantag utgörs av stora, törstiga växter, de vars rötter måste torka regelbundet och de som kräver torr, kall vila som Dendrobium nobile.

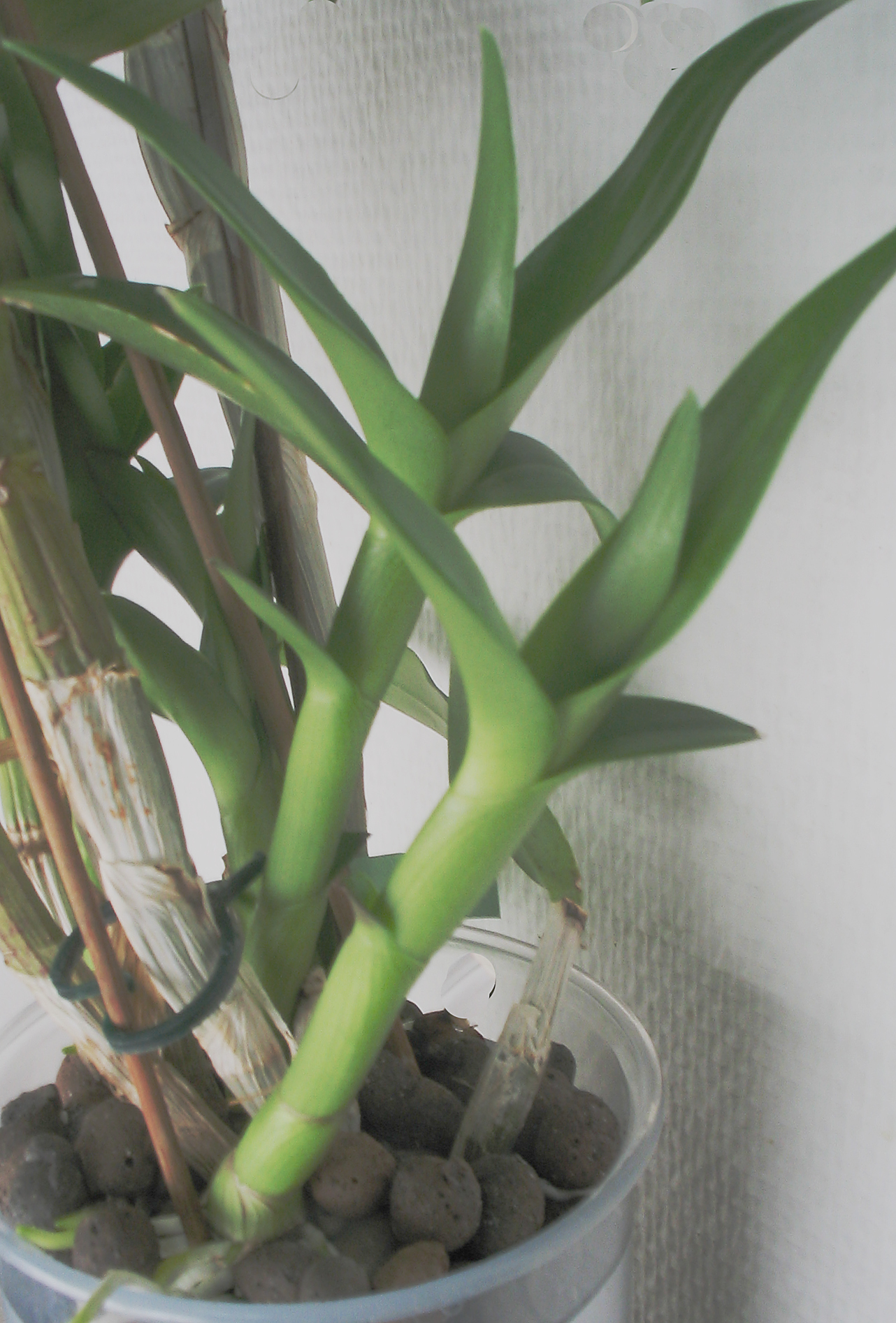
Dendrobium phalaenopsis flyttad sex veckor tidigare till semi-hydrokultur med leca. Nya stammar växer upp.

## Omplantering
Omplantering sker när rötterna inte får plats eller när växten kräver vattning för ofta. Proceduren är mycket enkel - man flyttar plantan med vidhängande substrat till större kruka och fyller på med mer blötlagt medium.

## Fördelar
Fördelar med semi-hydro är: fina plantor och bra blomning, ingen risk för övervattning, inga gissningar vad vattning och gödning beträffar, ingen rotröta, inga rörliga delar, lätt omplantering, medium kan återanvändas, små/måttliga kostnader.

## Nackdelar
Nackdelar som nämnts är: Ibland måste man vattna ofta. Omplantering till större kruka kan hjälpa. Alger kan växa på mediet och krukans insida (om den är genomskinlig). Detta är främst ett kosmetiskt problem och uppstår oftast hos uteväxter.

## Variant av semi-hydro
Yttre behållare utan hål används. Inre behållare med plantan kan ha bottenhål utan sidohål. Vattennivån mäts med hjälp av flottör. Utrustning går att köpa, ganska dyrt.

## Ordförklaringar
- odlingsmedium är det substrat, som växten odlas i, och kan vara organiskt (jord, kompost) eller oorganiskt (leca, perlit).
- hydroponisk kommer från grekiska "hydro"=vatten och "ponos"=arbete, ansträngning, trötthet, också smärta, lidande, egentligen "odling utan jord".
- inert betyder kemisk inaktiv.

## Externa länkar

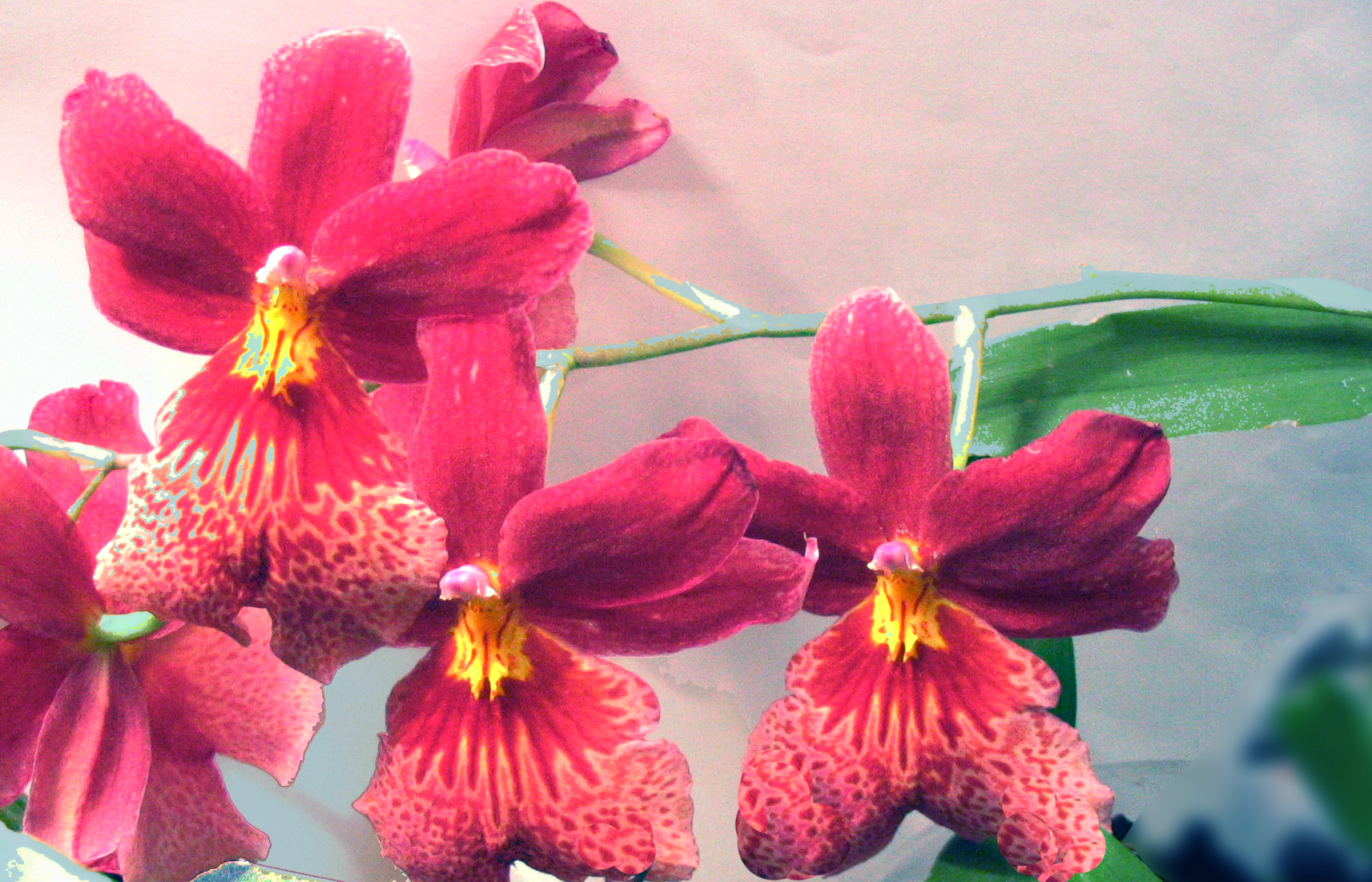
Cambria, som blommar om.